# Ентропија
Ентропија (грч. έντροπή, „обрт ка унутра“, као појам увео Рудолф Јулијус Εмануел Клаузијус 1865) је величина стања која се може посматрати као мера за „везану“ енергију неког затвореног материјалног система, тј. за енергију која се, насупрот „слободној“, више не може претворити у рад. Супротни појам је ектропија.
Од Болцмана (Предавања о принципима механике, 1897. до 1904) ентропијом се у смислу „кинетичке теорије гасова“ означава топлотни садржај неког система као енергија кретања његових молекула.

## Дефиниција
Ентропија је тежња система да спонтано пређе у стање веће неуређености, те је ентропија мера неуређености система.
Највећа уређеност система је на температури једнакој апсолутној нули, а пошто се толико ниска температура не може достићи према Трећем принципу термодинамике (Нернстова теорема), узима се да ентропија асимптотски тежи нули када температура система прилази апсолутној нули.

### Формална дефиниција
Ентропија (S) и њено постојање се може формално дефинисати преко 3 постулата:
- Постоји функција S која је функција неких екстензивних параметара произвољног композитног система тако да је дефинисана у свим равнотежним стањима тог система и има особину да у стањима термодинамичке равнотеже, S достиже максимум, тј. слободни параметри узимају она стања за која је ентропија највећа на задатој многострукости.
- Ентропија монотоно растућа, непрекидна и диференцијабилна функција. Даље, ентропија композитног система је адитивна величина, што значи да је ако се систем састоји од n подсистема чије су ентропије, редом, S1, S2, ..., Sn тада је ентропија целог система S=S1 + S2 + ... + Sn.
- {\displaystyle {\frac {\partial {U}}{\partial {S}}}_{V,N_{1},\dots ,N_{n}}=0}, а пошто је овај израз једнак температури ( {\displaystyle T={\frac {\partial {U}}{\partial {S}}}_{V,N_{1},\dots ,N_{n}}=0} ), трећи постулат изражава да се минимум ентропије достиже у апсолутној нули.

Постојање ентропије је првим постулатом предвиђено само у равнотежним стањима. Из адитивности ентропије дефинисане у другом постулату следи закључак да је ентропија једноставног система хомогена функција првог реда, која зависи од датих екстензивних параметара, Даље, како је ентропија монотона функција, знамо да постоји парцијални извод по унутрашњој енергији при осталим фиксним параметрима и да је тај извод већи од 0, док остале особине гарантују јединственост функције унутрашње енергије.

## Термодинамичка дефиниција
Ентропија је величина одређена количником топлоте и апсолутне температуре.
Други принцип термодинамике описује последице ентропије: Није могућ перпетуум мобиле друге врсте. Или простије, не може се пренети топлота са хладнијег на топлије тело без уложеног рада. Исти принцип предвиђа да ентропија система препуштеног самом себи може само спонтано да расте, систем препуштен сам себи настоји да пређе из стања мање у стање веће неуређености.
Са ентропијом се непрекидно срећемо у свакодневном животу. Свако је видео књигу како падне са стола при чему се њена кинетичка енергија претворила у топлоту и мало загрејала подлогу на коју је пала. Али нико није видео да књига са пода полети на полицу уз спонтано хлађење пода. У првом случају ентропија система расте а у другом опада. Сви спонтани процеси се одигравају у смеру пораста ентропије. Наравно, нико нас не спречава да књигу подигнемо и вратимо на полицу. Али тада смо смањили ентропију на рачун рада који је извршен подизањем књиге. А да би се дошло до те енергије морала је да порасте ентропија на неком другом месту при чему је укупан резултат пораст ентропије у свемиру.

## Ентропија у статистичкој механици
Ентропија се у статистичкој механици може дефинисати као производ Болцманове константе и природног логаритма броја могућих стања датог изолованог термодинамичког система.
{\displaystyle S=k\,\ln W.}
Значај ове једнакости се огледа у повезивању макроскопског са микроскопским стањем система.
Болцманова константа, k служи да учини статистичку механичку ентропију једнаку класичној термодинамичкој ентропији Клаузија:
{\displaystyle \Delta S=\int {\frac {dQ}{T}}}
Равноправно са претходним то се може изразити овако:
{\displaystyle {S^{\,'}=\ln \Omega }\;;\;\;\;\Delta S^{\,'}=\int {\frac {\mathrm {d} Q}{kT}}.}

### Теорија информација
У теорији информације ентропија представља количину информације која недостаје пре пријема, и понекад се назива Шенонова ентропија. Шенонова ентропија је широк и општи концепт који налази примене како у теорији информације тако и у термодинамици.
Појам је уведен од Клода Шенона, 1948. године ради проучавања количине информација у послатој поруци. Дефиниција информационе ентропије је, међутим, прилично уопштена, и изражава се преко дискретног скупа вероватноћа {\displaystyle p_{i}}:
{\displaystyle H(X)=-\sum _{i=1}^{n}{p(x_{i})\log p(x_{i})}.}
У случају послатих порука, ове вероватноће су вероватноће да је нека порука заправо послата, и да је ентропија система порука у ствари мера количине информације садржане у поруци. За случај једнаких вероватноћа (тј. ако је свака порука једнако вероватна), Шенонова ентропија (у битима) је број да/не питања потребних за одређивање садржаја поруке.
Што се тиче везе између информационе и термодинамичке ентропије, већина аутора сматра да постоји веза између њих, док неколицина тврди супротно.
Изрази за две ентропије су веома слични. Информациона ентропија H за једнаке вероватноће {\displaystyle p_{i}=p=1/n} је
{\displaystyle H=k\,\log(1/p),}
где k представља константу која одређује јединицу ентропије. На пример, ако се ентропија представља у битима, тада је k = 1/ln(2). Термодинамичку ентропију S, са тачке гледишта статистичке механике, је прво изразио Болцман:
{\displaystyle S=k_{\mathrm {B} }\log(1/p),}
где је p вероватноћа да се систем нађе у одређеном микростању, ако се налази у неком макростању, где је {\displaystyle k_{\mathrm {B} }} Болцманова константа. Може се приметити да је термодинамичка ентропија у ствари Болцманова константа, подељена са log(2), помножена бројем да/не питања која се морају поставити да би се одредило микростање система, ако знамо макростање. Везу између ове две ентропије дао је у низу радова Едвин Џејнс почев од 1957.
Постоји више начина показивања еквиваленције информационе и физичке ентропије, тј. еквиваленције Шенонове и Болцманове ентропије. Међутим, неки аутори сматрају да H функцију у теорији информације не треба називати ентропијом, и користе други Шенонов израз, „неодређеност“.

## Историја
Француски математичар Лазар Карно предложио је у својој публикацији из 1803. са насловом Основни принципи равнотеже и кретања да у свакој машини убрзања и судари покретних делова представљају губитке мемента активности. Другим речима, у сваком природном процесу постоји наследна тенденција ка дисипацији корисне енергије. Надограђујући се на овај рад, године 1824. Лазаров син Сади Карно објавио је рад под насловом Размишљања о покретачкој снази ватре у коме је постулирао да у свим топлотним машинама, кад год „калорик” (што је сад познато као топлота) пада кроз температурну разлику, рад или сила кретања могу да буду произведени из и деловања њеног пада из топлог до хладног тела. Он је направио аналогију са оним како вода пада на водено коло. То је био један од раних увида у други принцип термодинамике. Карно је базирао своје гледиште о топлоти делом на „Њутновској хипотези” из раног 18. века да су топлота и светло два типа неуништивих форми материје, који се међусобно привлаче и одбијају, и делом на бази савременог гледишта Конта Рамфорда који је показао (1789) да се топлота може креирати фрикцијом као при изради топова. Карно је закључио да ако се тело радне супстанце, као што је тело паре, врати у првобитно стање на крају комплетног циклуса мотора, да „до промене неће доћи у стању радног тела”.
Први принцип термодинамике, који је Џејмс Џул извео из експеримената са топлотом и фрикцијом 1843. године, изражава концепт енергије, и њене конзервације у свим процесима; први закон, међутим, не може да квантификује ефекте трења и дисипације.
Током 1850-их и 1860-их, немачки физичар Рудолф Клаузијус се супротставио претпоставци да се не дешава никаква промена у радном телу, и дао је тој „промени” математичку интерпретацију преиспитујући природу инхерентног губитка корисне топлоте када се врши рад, нпр. топлота произведена трењем. Клаузијус је описао ентропију као трансформациони контекст, тј. дисипативна употреба енергије, термодинамичког система или радног тела хемијске врсте током промене стања. Ово је било у контрасту са ранијим гледиштима, базираним на теоријама Исака Њутна, да је топлота била неуништива честица која је имала масу.